# Accord de libre-échange entre la Corée du Sud et la Chine
L'accord de libre-échange entre la Corée du Sud et la Chine est un accord de libre-échange signé le 1er juin 2015 et mis en application le 20 décembre 2015. 
Les négociations ont démarré en mai 2012, pour prendre fin en novembre 2014.
L'accord vise une réduction des droits de douane de plus de 90 % sur 20 ans entre les deux pays. Les produits qui ne sont pas ou peu concernés par cet accord sont principalement certaines denrées agricoles (tel que le riz, la viande de bœuf, la viande de porc, le poivre, le calamar, etc), mais aussi partiellement le secteur automobile, électronique, sidérurgique et pétrochimique.